# Гриль

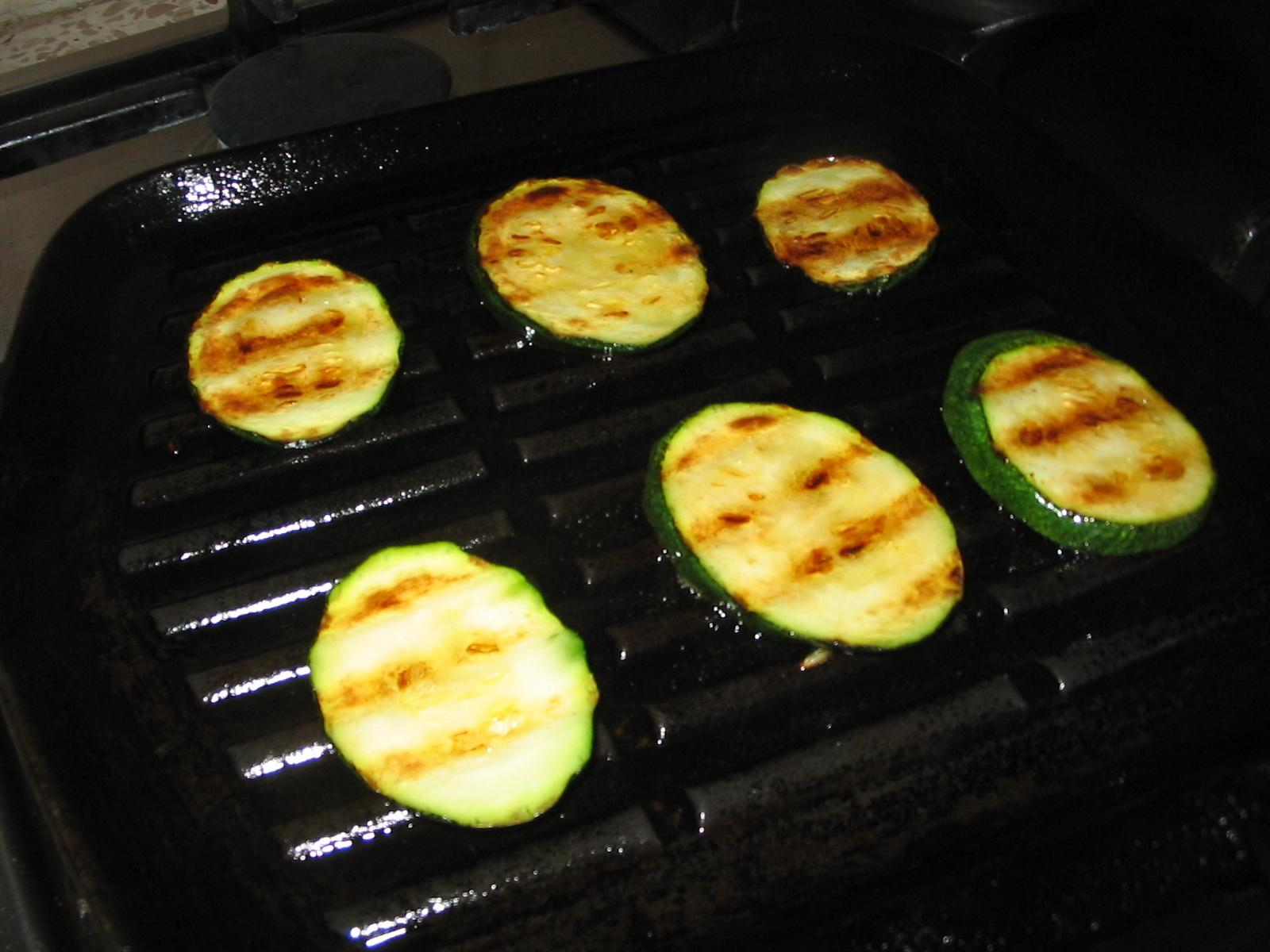
Приготування овочів на грилі

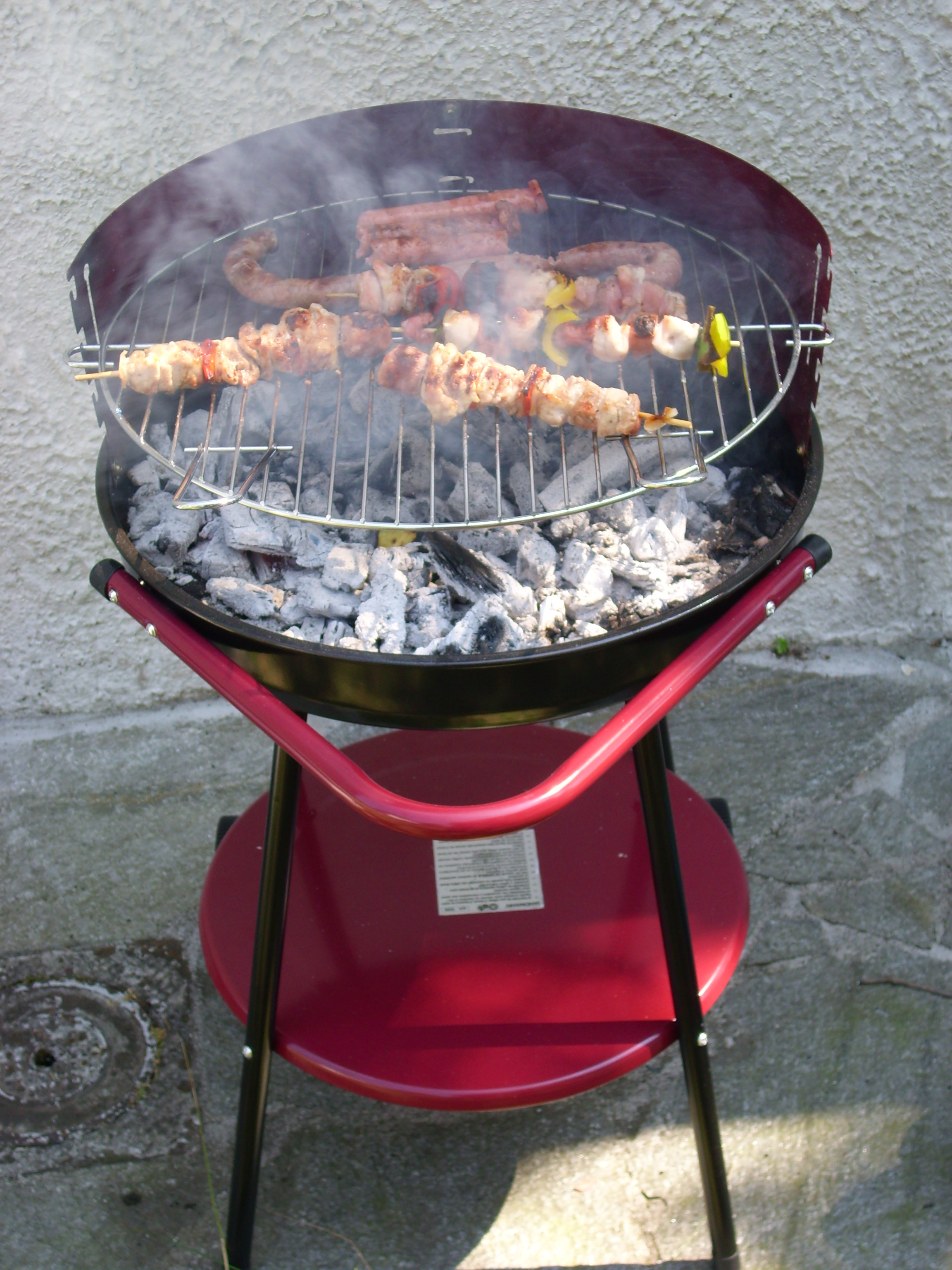

Гриль (від фр. grille, англ. grill — «решітка, ґрати») — переносна чи стаціонарна установка для приготування страв за допомогою теплового випромінювання від горіння деревного вугілля, горючого газу, електронагрівачів чи ламп інфрачервоного випромінювання.
Гриль може бути вмонтований в газову плиту, мікрохвильову піч. Метод приготування їжі за допомоги грилю називають грилюванням.

## Види

### Електричний
В електричному грилі нагрів відбувається від електричного нагрівального елементу без використання вугілля чи брикетів.

### Газовий
Газові грилі зазвичай використовують пропан або бутан (зріджений нафтовий газ) або природний газ як джерело палива, при цьому газове полум’я або безпосередньо готує їжу, або нагріває елементи гриля, які, своєю чергою, випромінюють тепло, необхідне для приготування їжі.

### Інфрачервоний
Інфрачервоні грилі працюють шляхом запалювання газового палива для нагрівання керамічної плитки, змушуючи її випромінювати інфрачервоне випромінювання за допомогою якого готується їжа.

### Вугільний
Вугільні грилі використовують вугільні брикети або натуральне кускове деревне вугілля як джерело палива.  Під час спалювання деревне вугілля перетворюється на вуглинки, які випромінюють тепло, необхідне для приготування їжі. Найпростішим серед вугільних грилів є мангал.